# Лесное Ялтуново
Лесное Ялтуново — село в Шацком районе Рязанской области в составе Польно-Ялтуновского сельского поселения.

## Географическое положение
Село Лесное Ялтуново расположено на Окско-Донской равнине на правом берегу реки Цны в 12,5 км к юго-востоку от города Шацка. Расстояние от села до районного центра Шацк по автодороге — 15 км.
Село расположено в пойме реки Цны, и окружено большим количеством пойменных озер, самые известные из которых — Ореховое, Малое Ореховое, Буцки, Малое Лебединое, Лопатино, Дунин Омут, Горнушка и др. К востоку от села находится большой лесной массив, к юго-востоку — урочище Кордон Подгорновский (бывший населенный пункт). Ближайшие населенные пункты — села Токарево и Польное Ялтуново.

## Население
| 1989 | 2010 | 2012 |
| ---- | ---- | ---- |
| 477  | ↘215 | ↗238 |

По данным переписи населения 2010 г. в селе Лесное Ялтуново постоянно проживают 215 чел. (в 1992 г. — 477 чел.).

## Происхождение названия
По мнению рязанского краеведа Н. Н. Левошина, название населенного пункта произошло от мужского половецкого имени Алтун, которое в рязанских «якающих» говорах со временем превратилось в Ялтун. Алтун — по-русски означает «золотой». Как известно половцы не только разоряли русские земли, но и нередко переходили на ратную службу к рязанским и другим князьям. Возможно, один из таких людей с именем Алтун и был основателем села Ялтуново (Лесного) на земле, пожалованной ему за службу. Потомки же его по соседству основали другое поселение, за которым по их родовой фамилии также закрепилось название Ялтуново (Польного).
При записях селений в писцовые книги им были даны дополнительные названия. Лесным Ялтуновым село стало потому, что находилось на правой лесной стороне реки Цны, а Польным Ялтуновым называлось селение, расположенное на левой, степной, стороне реки. В старину полем называлась не пашня, а степь, безлесная местность, большая поляна.
По местному преданию, основание села приписывается князю Нарышкину, который, якобы, получил окрестные земли за службу от императрицы Екатерины II. Князь решил воссоздать здесь уголок, напоминающий усадьбу находящуюся на черноморском побережье в Ялте. Отсюда и название Ялтуново. По другому же очень схожему преданию один из местных помещиков, вернувшийся из путешествия, решил окрестить живописную местность в память о понравившихся южных краях Ялтой Новой. По всей видимости эти легенды появились из-за созвучности местного названия с названием знаменитого курорта на морском побережье.
По третьему преданию, ранее здесь простирались великолепные девственные леса. Рассказывают, что первыми поселенцами были беглые крестьяне Булеков, Блохин и Чамкин. Трудолюбивые руки высаживали сады, ставили избы. Отступили леса, открылся простор для хлебопашцев. Но недолго беглые крестьяне оставались вольными. Появились кулаки-богатеи и помещики. Были среди них известные дворянские фамилии. Иные бывали в имении наездами, другие жили в усадьбах постоянно, тешились охотой.
Один из помещиков завел псарню и заставлял крепостных женщин кормить грудью щенков. Другой — барин Шувалов — решил соединить каналом подковообразную Цну, сделать ее судоходной. Немало пота и крови было положено здесь крепостными, но до конца дело довести так и не удалось: в недорытом канале утопился обанкротившийся барин.

## История
В окрестностях села Лесное Ялтуново люди селились издревле. На песчаных дюнах у самого села Лесное Ялтуново археологическими разведками обнаружены стоянка эпохи позднего неолита, мордовское селище эпохи раннего железного века (1 тыс. н.э.) и два древнерусских селища XII—XIII и XV—XVII вв. Здесь же местными жителями в 1930-е гг. был найден клад серебряных монет времен царей Ивана IV Грозного (1533—1584) и Бориса Годунова (1598—1605).
В 2,3 км к северо-востоку от села Лесное Ялтуново на правом берегу реки Цны у кордона Шавка находятся стоянки Шавка I и Шавка II, а в 5 км к югу от села на правом берегу реки Цны — стоянка Шаморга I эпохи бронзового века (вторая половина 2 тыс. до н.э.).

Впервые село Ялтуново упоминается в писцовых книгах Федора Чеботова при описании вотчин великой инокини Марфы Ивановны в Верхоценской волости Шацкого уезда за 1623 г., где ему дается следующее описание:
«Село Ялтуново на реке на Цне. Крестьянской и мордовской пашни 10 вытей, в каждой выти по 16 четьи итого 160 четьи в поле, а в дву потомуж. Да за рекою за Цною на польской стороне…церковной пашни двух попов по крестьянской скаске 20 четьи; сена за Шацким городом на диком поле со крестьяны обще. Да крестьянской пашни 7 вытей в каждой поразнь по 16 четьи итого 112 четьи. А всего с вышеписанными вытми в селе Ялтунове поповы и крестьянские и мордовские пашни 292 четьи в поле, а в дву потомуж. Сенных покосов у всех ялтуновских поповы со крестьяны и мордовской и деревни Токаревой вопче за Шацким городом на диком поле позад казачьих покосов по речке по Вочкасу вверх по речке по обе стороны по Чесноковскую дорогу и по Кашинскую Вершину об рубеж Никольскаго монастыря с покосы и на низ по Кайше по левую сторону по Лычной Липег 1000 копен. А по перечневой выписке 1000 десятин, а четвертми имеетца 613 четьи с третником, а с пашнею 965 четьи в поле, а в дву потомуж…Да по мере ж писца Чоботова села Ялтунова и деревни Токаревы за поповою и крестьянскою и мордовской тяглой пашней в лишке пашни в трех полях 993 четьи. А всего по перечневой выписке с вышеписанной пашней 1050 четьи в поле, а в дву потомуж».
По данным окладных книг за 1676 г. село Ялтуново располагалось уже по обеим берегам реки Цны и числилось в разряде дворцовых. К этому времени в нем имелось две деревянных церкви — Успения Пресвятой Богородицы и святой великомученицы Екатерины: 

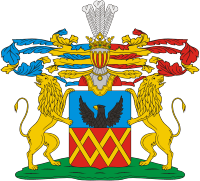
Герб рода дворян Нарышкиных.

«Церковь Успение Пресвятые Богородицы да в пределе святаго Николая чудотворца, другая церковь святыя мученицы Екатерины в селе Ялтунове за рекою. У тех церквей двор попа Бориса, двор пономаря Ивашки Емельянова, дворовое место поповское пустое, дворовое место просфирническое пустое ж. У тех церквей церковные земли по 20 чети в поли, а дву потому-ж, сенных покосов на 40 копен. Земля и луги великого государя жалованья; а иных де угодей сказали никаких нет. Да в приходе к тем церквам 75 дворов крестьянских дворцовых, 9 дворов вдовьих, 18 дворов бобыльских. И всего 104 двора».
По данным переписных книг за 1710 г. в селе Ялтуново (Лесная Сторона) насчитывалось 23 крестьянских двора (из них 7 дворов пустых), в коих проживало 119 душ мужского и 115 женского пола. Интересно, что к этому времени село Ялтуново было уже владельческим — оно принадлежало дворянам Александру и Ивану Львовичам Нарышкиным.
По итогам 3-й ревизии в 1764 г. село Лесное Ялтуново числилось в вотчине действительного тайного советника и обер-шенка Александра Александровича Нарышкина (1726+1795 гг.), и в нем насчитывалось 35 дворов, в которых проживало 112 душ мужского и 96 женского пола. С конца XVIII в. церковь в селе Лесное Ялтуново более не упоминается, по-видимому она сгорела и больше не восстанавливалась.
По итогам 10-й ревизии в 1858 г. в селе Лесное Ялтуново насчитывалось 43 двора, в которых проживало крестьян 434 души обоего пола.
К 1911 г., по данным А. Е. Андриевского, село Лесное Ялтуново относилось к приходу Троицкой церкви села Польное Ялтуново; в селе имелась земская приходская школа.

## Социальная инфраструктура
В селе Лесное Ялтуново Шацкого района Рязанской области имеются фельдшерско-акушерский пункт (ФАП), Лесно-Ялтуновская начальная общеобразовательная школа (филиал Польно-Ялтуновской СОШ), сельский клуб и библиотека.

## Транспорт
Основные грузо- и пассажироперевозки осуществляются автомобильным транспортом.

## Известные уроженцы
- Николай Васильевич Дюдяев (1909+1977 гг.) — председатель колхоза имени И.В. Сталина Шацкого района, Герой Социалистического Труда.
- Федор Климентьевич Муравьев (1934+2003 гг.) — директор Сасовского лесхоза, заслуженный лесовод Российской Федерации.